# Денежный чек
Денежный чек — чек, содержащий приказ чекодателя учреждению банка о выплате со своего счета чекодержателю наличными деньгами суммы, указанной в чеке.

## Определение
Согласно БСЭ денежный чек — это чек, применяемый в хозяйственном обороте для получения наличных денег.
Ряд экономистов определяют денежный чек как документ установленной формы, содержащий приказ предприятия учреждению банка о выплате со счета чекодателя наличными деньгами суммы,        указанной в чеке.

## Денежный чек в Российской Федерации
Согласно статье 878 ГК РФ чек должен содержать обязательные реквизиты (отсутствие какого-либо из них делает чек недействительным): наименование «чек», поручение плательщику выплатить определенную денежную сумму, наименование плательщика и указание счета плательщика, указание валюты платежа, указание даты и места составления чека, подпись чекодателя.
Если в денежном чеке дано указание о процентах, то оно считается ненаписанным. Форма чека и порядок его заполнения определяются законом и установленными в соответствии с ним банковскими правилами. Согласно статье 879 ГК РФ чек оплачивается за счёт средств чекодателя при условии предъявления его к оплате в срок. Плательщик по чеку удостоверяется в подлинности чека и в том, что предъявитель чека является надлежащим. Убытки, возникшие вследствие оплаты плательщиком подложного, похищенного или утраченного чека, возлагаются на плательщика или чекодателя в зависимости от того, по чьей вине они были причинены. Лицо, оплатившее чек, может получить чек с распиской в получении платежа.